# CSS Shenandoah
CSS Shenandoah, tidligere Sea King, var en fuldrigger med stålramme og teakplanker med supplerende dampkraft, der var under kommando af kommandør i Amerikas Konfødererede Staters flåde James Waddell fra North Carolina, der inden den amerikanske borgerkrig havde gjort tjeneste i USA’s flåde.
CSS Shenandoah var siden sin indsættelse i tjeneste den 17. august 1863 et af de mest frygtede sydstatsskibe i den maritime handelskrig. 6. november 1865 sejlede skibet ind i Liverpool og overgav sig til de britiske myndigheder, og hendes flag var det sidste sydstatsflag, der blev strøget.
I de 12½ måneder, hvor CSS Shenandoah angreb handelsskibe, opbragte eller sænkede hun 38 af Nordstaternes handelsskibe, primært hvalfangere.

## Historie
CSS Shenandoah blev bygget i Skotland som et handelsskib, men blev købt af Sydstaterne i 1864 for at blive ombygget til en bevæbnet krydser med henblik på at angribe Unionens handelsskibe. Hun sejlede fra London den 8. oktober 1864 som Sea King. Hun mødtes med damperen Laurel ved Funchal i Madeira, hvor hun blev omdannet til et krigsskib. Herefter sejlede hun syd om Afrika mod Australien. I det Indiske Ocean og på vej til Australien angreb hun en række handelsskibe. Hun lagde til i Melbourne og fortsatte sine angreb på skibe i Stillehavet.
CSS Shenandoah var baseret i Liverpool i England. Ved afslutningen af borgerkrigen vendte hun tilbage til Liverpool, hvor kommandør Waddell overgav skibet til Storbritannien. Besætningen var ikke omfattet af den amnesti, der var ydet til sydstatsfolk, og besætningen risikerede derfor at blive hængt som pirater, hvis de anløb en amerikansk havn.
Skibet blev efterfølgende overgivet til USA, der solgte hende til Sultanen af Zanzibar, Majid bin Said af Zanzibar, der opkaldte hende efter sig selv, El Majidi. Under en storm i 1872 gik hun på grund og blev alvorligt skadet.
USA anlagde senere sag mod Storbritannien, idet skibet havde været indregistreret i Storbritannien (de såkaldte Alabama Claims) og modtog et betydeligt beløb i erstatning.